# Херцогство Франкония
Херцогство Франкония (на немски: Herzogtum Franken) е Племенно херцогство в източното франкско кралство, което се образувало към края на времето на Каролингите през началото на 10 век. Неговата територия обхваща днешен Хесен, северен Баден-Вюртемберг, Южна Тюрингия, голяма част от Райнланд-Пфалц и части от Бавария.

## Херцози на Франкония
Конрадини
Конрад Стари, † 906
Конрад Младши, † 918, 906-911 херцог на Франкония, крал на Германия (Конрад I) от 911
Еберхард, † 939, брат на предния, 918-939 херцог на Франкония
Конрад I Червения, 942-945 граф на Франкония
Хоенщауфен
Фридрих I от Швабия, † 1105, от 1079 херцог на Франкония
Конрад III, † 1152, 1115-1138 херцог в източна Франкония, 1138 немски крал Конрад III
От 1835 титлата „херцог на Франкония“ се появява в титлите на баварския крал.